# Перди, Стив
Сти́вен Фрэ́нсис Го́рдон Пе́рди (англ. Steven Francis Gordon Purdy; 5 февраля 1985, Бейкерсфилд, Калифорния, США) — сальвадорский футболист, защитник. Выступал за сборную Сальвадора.

## Карьера

### Клубная
Стив Перди на молодёжном уровне играл за клуб «Калифорния Голден Берс». В январе 2007 года перешёл в «Сан-Франсиско Силс», а несколько месяцев спустя оказался в расположении немецкого клуба «Мюнхен 1860».
Защитник находился в Германии до лета 2008 года и в этот период выступал за вторую команду баварского клуба в региональной лиге «Юг». Провёл первый матч за мюнхенцев 18 мая 2007 года против «Веена». Этот матч остался единственным для Перди в сезоне 2006/07. В следующем сезоне футболист отыграл за команду 25 встреч в региональной лиге и в поединке с «Ройтлингеном» отметился голевой передачей.
В 2009 году Стив Перди подписал контракт с клубом MLS «Даллас». Дебютировал в команде 22 марта 2009 года в матче с «Чикаго Файр». В дальнейшем по ходу регулярного чемпионата футболист выходил на поле ещё 4 раза. 2010 год защитник провёл в «Портленд Тимберс», а затем 2 года выступал в MLS за команду с аналогичным названием, сыграв в главной американской лиге ещё 11 матчей.
В феврале 2013 года Перди стал игроком «Чивас США». Дебютировал в команде 28 апреля того же года в матче регулярного чемпионата с «Сан-Хосе Эртквейкс» и по итогам сезона на его счету оказалось 8 матчей. В ноябре 2013 года футболист остался без клуба — его контракт не был продлён.
В начале 2016 года Перди после двухлетнего перерыва возобновил карьеру в клубе третьего дивизиона «Ориндж Каунти Блюз». По окончании сезона он покинул клуб.

### В сборной
Стив Перди выступал за юношеские сборные США и молодёжную сборную этой страны. На взрослом уровне защитник выступал за сборную Сальвадора, поскольку имеет смешанное происхождение. Впервые сыграл за сборную 20 июня 2011 года в матче Золотого кубка КОНКАКАФ против Панамы. На 12-й минуте отборочного матча к чемпионату мира—2014 с командой Каймановых островов Перди забил единственный гол в своей международной карьере, поразив ворота Рамона Сили.
В 2013 году Стив Перди вновь попал в заявку сборной Сальвадора на Золотой кубок КОНКАКАФ и опять принял участие лишь в одном матче турнира, на этот раз — против Тринидада и Тобаго.